# Wang Yibo
Wang Yibo (chiń. upr. 王一博, ur. 5 sierpnia 1997 w Luoyang) – chiński piosenkarz oraz aktor. Członek południowokoreańskiego boysbandu UNIQ. Sławę zyskał dzięki roli Lan Wangji w serialu The Untamed (2019).

## Życiorys
Wang Yibo urodził się 5 sierpnia 1997 r. w Luoyang, Henan, Chiny. Tańczył od najmłodszych lat. W 2011 roku brał udział w konkursie tańca IBD. Zajął szesnaste miejsce w kategorii hip-hop, a następnie został stażystą w Yuehua Entertainment.
W 2019 Wang startował jako kierowca w ramach Yamaha China Racing Team.

## Dyskografia

### Single
| Rok  | Tytuł angielski              | Chiński tytuł  | Album                        | Ref.   |
| ---- | ---------------------------- | -------------- | ---------------------------- | ------ |
| 2017 | "Once Again"                 | 二次初恋       | Once Again OST               | [ 3 ]  |
| 2017 | "Just Dance"                 |                |                              | [ 4 ]  |
| 2018 | "The Shadow of the Shark"    |                | The Meg OST                  | [ 5 ]  |
| 2018 | "Heart Affairs of the Youth" | 少年心事       | Crystal Sky of Yesterday OST | [ 6 ]  |
| 2019 | "Fire"                       |                |                              | [ 7 ]  |
| 2019 | "Lucky"                      |                |                              | [ 8 ]  |
| 2019 | "The Coolest Adventure"      | 最燃的冒险     | Gank Your Heart OST          | [ 9 ]  |
| 2019 | "Saying Sword"               | 说剑           | Moonlight Blade OST          | [ 10 ] |
| 2019 | "Unrestrained"               | 无羁           | The Untamed OST              | [ 11 ] |
| 2019 | "Won't Forget"               | 不忘           | The Untamed OST              | [ 11 ] |
| 2019 | "No Feelings"                | 无感           |                              | [ 12 ] |
| 2020 | "Dear Mom"                   | 给妈咪         | Lost in Russia OST           | [ 13 ] |
| 2020 | "With You By My Side"        | 有你在身边     |                              | [ 14 ] |
| 2020 | "We Stay Together"           | 因为我们在一起 |                              | [ 15 ] |

## Filmografia[16]

### Filmy
| Rok  | Tytuł angielski              | Chiński tytuł  | Rola        |
| ---- | ---------------------------- | -------------- | ----------- |
| 2016 | MBA Partners                 | 梦想合伙人     | Zhao Shuyu  |
| 2016 | A Chinese Odyssey Part Three | 大话西游3      | Red Boy     |
| 2018 | Live For Real                | 热舞吧！青春   | Lin Jin     |
| 2018 | Unexpected Love              | 闭嘴!爱吧      | Chang Lin   |
| 2018 | Crystal Sky of Yesterday     | 少年心事       | Qi Jingxuan |
| 2019 | Fantasy Westward Journey     | 梦幻西游三维版 |             |
| 2023 | Hidden Blade                 | 无名           | Mr. Ye      |
| 2023 | One and Only                 | 熱烈           | Chen Shuo   |
| 2023 | Born to Fly                  | 长空之王       | Lei Yu      |
| 2024 | Formed Police Unit           | 维和防暴队     | Yang Zhen   |

### Seriale
| Rok       | Tytuł angielski        | Chiński tytuł      | Rola         | Wydawca  |
| --------- | ---------------------- | ------------------ | ------------ | -------- |
| 2017      | Love Actually          | 人间至味是清欢     | Zhai Zhiwei  | Hunan TV |
| 2017      | When We Were Young     | 青春最好时         | Lin Jiayi    | Tencent  |
| 2019      | Gank Your Heart        | 陪你到世界之巅     | Ji Xiangkong | Mango TV |
| 2019      | The Untamed            | 陈情令             | Lan Wangji   | Tencent  |
| TBA       | Private Shushan Gakuen | 私立蜀山学园       | Teng Jing    | Tencent  |
| 2020      | My Strange Friend      | 我的奇怪朋友第一季 | Wei Yi Chen  | iQIYI    |
| 2020-2021 | Legend of Fei          | 有翡               | Xie Yun      | Hunan TV |
| 2021      | Louyang                | 风起洛阳           | Baili Hongyi | iQIYI    |
| 2022      | Being a Hero           | 冰雨火             | Chen Yu      | Youku    |
| 2024      | War of Feith           | 追风者             | Wei Ruolai   | iQIYI    |

### Programy telewizyjne
| Rok          | Tytuł angielski | Chiński tytuł | Rola         | Wydawca  |
| ------------ | --------------- | ------------- | ------------ | -------- |
| 2016–present | Day Day Up      | 天天向上      | Host         | Hunan TV |
| 2018         | Produce 101     | 创造101       | Mentor tańća | Tencent  |
| 2019         | One More Try    | 极限青春      |              | Tencent  |